# Proacidalia graeseri
Proacidalia graeseri är en fjärilsart som beskrevs av Kardakoff 1928. Proacidalia graeseri ingår i släktet Proacidalia och familjen praktfjärilar. Inga underarter finns listade i Catalogue of Life.